# 810年
| 千纪： | 1千纪                                                                                           |
| 世纪： | 8世纪 \| 9世纪 \| 10世纪                                                                        |
| 年代： | 780年代 \| 790年代 \| 800年代 \| 810年代 \| 820年代 \| 830年代 \| 840年代                       |
| 年份： | 805年 \| 806年 \| 807年 \| 808年 \| 809年 \| 810年 \| 811年 \| 812年 \| 813年 \| 814年 \| 815年 |
| 纪年： | 庚寅年（虎年）；唐元和五年；南诏龙兴元年；日本大同五年，弘仁元年；渤海国永德元年                |

## 大事记
- 查理曼与尼斯福鲁斯停战，放弃了大部分的占领区，仅保留亚得里亚海上的伊斯特拉半岛。而拜占廷则承认查理曼『奥古斯都』（皇帝）的称号。
- 平城天皇與他的岳母兼情人藤原藥子和藤原仲成試圖廢黜嵯峨天皇，恢復平城天皇的統治，但沒有成功，史稱藥子之變。
- 维京人携200艘船只对弗里西亚发动袭击。